# Malte Diesselhorst
Malte Diesselhorst (* 18. August 1928 in Essen; † 30. Juni 2012 in Göttingen) war ein deutscher Jurist. Er war zudem Professor für Bürgerliches Recht, Neuere Rechtsgeschichte und Allgemeine Rechtstheorie an der Universität Göttingen.

## Leben
Malte Diesselhorst studierte ab 1947 in Würzburg und Freiburg Rechtswissenschaften. 1950 legte er seine erste juristische Staatsprüfung und 1956 seine zweite juristische Staatsprüfung ab. 1955 hatte er in Freiburg seine Promotion zum Dr. jur. abgeschlossen. 1957 wurde er wissenschaftlicher Assistent und wechselte 1959 nach Göttingen, wo er sich 1966 im Fach Zivilrecht und Rechtstheorie bei Franz Wieacker habilitierte. Von 1970 bis 1993 war er in Göttingen wissenschaftlicher Rat und ab 1971 außerordentlicher Professor. Seine Schwerpunkte waren das Bürgerliche Recht, neuere Privatrechtsgeschichte, allgemeine Rechtstheorie und Rechtsphilosophie.
Er war ab 1. August 1953 mit der Flötistin Gesine Diesselhorst, geborene Bultmann (1920–2017), Tochter von Rudolf Bultmann, verheiratet. Ihr Sohn war der spätere Cellist Jan Diesselhorst.

## Schriften (Auswahl)
- Die Natur der Sache als außergesetzliche Rechtsquelle, verfolgt an der Rechtsprechung zur Saldotheorie. Tübingen 1968, OCLC 456628298.
- Zum Vermögensrechtssystem Samuel Pufendorfs. Göttingen 1976, ISBN 3-509-00990-8.
- Die Prozesse des Müllers Arnold und das Eingreifen Friedrichs des Großen. Göttingen 1984, ISBN 3-509-01328-X.
- mit Okko Behrends und Wulf Eckart Voß (Hg.): Römisches Recht in der europäischen Tradition. Symposion aus Anlaß des 75. Geburtstages von Franz Wieacker. Ebelsbach 1985, ISBN 3-88212-044-4.
- Naturzustand und Sozialvertrag bei Hobbes und Kant. Zugleich ein Beitrag zu den Ursprüngen des modernen Systemdenkens. Göttingen 1988, ISBN 3-509-01417-0.
- mit Franz Wieacker: Kleine juristische Schriften. Eine Sammlung zivilrechtlicher Beiträge aus den Jahren 1932–1986. Schwartz, Göttingen 1988, ISBN 978-3-509-01480-8.
- mit Arne Duncker: Hans Kohlhase. Die Geschichte einer Fehde in Sachsen und Brandenburg zur Zeit der Reformation. Peter Lang, Frankfurt am Main, 1999, ISBN 3-631-34694-8.